# Ревизор (журнал)
Ревизор — советский еженедельный сатирический журнал. Выходил в Ленинграде с марта 1929 по сентябрь 1930 года.

## История
«Ревизор» продолжил серию юмористических и сатирических изданий «Красной газеты», начавшуюся «Красными огнями» и пришёл на смену аналогичному журналу «Пушка».
Ответственным редактором в 1929 году был назначен Д. Е. Рахмилович (Южин) с редколлегией в составе П. И. Чагина (наст. фам. Болдовкин), Я. Л. Горева, А. Ф. Ильина-Женевского, Н. И. Шавлюги-Кантора. В 1930 году ответственным редактором стал Л. Н. Сыркин, в редколлегию вошли А. Ф. Ильин-Женевский, Л. Н. Сыркин, Н. И. Шавлюга-Кантор.
По замыслу редакции изменение названия журнала должно было освежить не только внешний облик, но и способствовать реорганизации содержания, с переменой направленности и тематики, то есть ревизию редакция решила начать с себя. Благодаря этому в подаче материалов были найдены новые формы, а злободневная тематика разрабатывалась под другим углом зрения.
Название журнала намекало на одноименную комедию Н. В. Гоголя, о чём свидетельствовала передовая заметка 1-го номера, обыгрывающая первую фразу комедии: «А вести-то, оказывается, преприятные». В этой заметке редакция представляла читателю новый журнал, ориентированный на осмысление вопросов большой общественной значимости и раскрытие производственной темы. В этой парадигме издание начало борьбу с бюрократизмом, производственными бракоделами и расточителями социалистических ресурсов. Но выдерживать эту линию оказалось непросто: всё чаще материалы посвящались житейским мелочам, отличались поверхностностью и надуманными темами, хотя и были попытки привлечь к сотрудничеству актив рабочих корреспондентов (рабкоров).
Понимая это, редакция пыталась устранить недостатки, в результате чего иногда выходили действительно боевые и острые номера. Так, в начале 1930 года высказана резкая оценка перегибам в деревне, дана отповедь всяческим оппозиционерам и уклонистам, бюрократам всех мастей и зажимщикам критики. Появился сатирический отдел «От доски до доски» в форме газеты, где помещались так называемые «сводки» о выявленных недостатках в работе заводов, фабрик и учреждений Ленинграда. С марта 1930 года этот отдел становится постоянным, публикуется в каждом номере «Ревизора» и меняет заголовки в зависимости от темы, например:
- «Взгляни на календарь»,
- «Дубинка в колёса»,
- «Продвиженец»,
- «О плакучей иве и сапожном лубке»,
- «О состоящих в браке» и т. п.

Иногда какой-либо теме посвящался целый номер: «Готовь зимой телегу», «О войне и мире» и др. Проводились рейды по заводам и фабрикам, учреждениям, после чего в отделе «Раешник» под псевдонимом «Иван-да-Марья» печатались отчёты. Налажена, хотя и непрочная, связь с читателями и рабкорами, для которых устраивались консультации.
Помимо упомянутых, в журнале были следующие отделы и рубрики, названия некоторых были взяты из творчества Н. В. Гоголя:
- «Ни се ни то, черт знает что такое»,
- «Богоугодные заведения»,
- «А подать сюда Ляпкина-Тяпкина»,
- «С Пушкиным на дружеской ноге»,
- «На холостом ходу»,
- «Бумажные цветочки»,
- «Делу — время, потехе — час»,
- «Окно в Европу»,
- «Теа-кино-музо-изо» и др.

Авторы литературного отдела журнала: М. Бабицкий, Р. Волженин (наст. фам. В. Некрасов), С. Волк, М. Гейзель, Д. Гликман, А. Есипов, М. Зощенко, Е. Карпович, С. Копейкин, Н. Коробов, М. Кудрейко, М. Кудрявцев, М. Лоскутов, К. Мазовский, Н. Маков, Н. Малюгин, Л. Меньшиков, В. Моголь, А. Нератов, Л. Никулин, И. Прутков (Б. Жиркович), А. Садовский, Н. Семенов, М. Слонимский, М. Тименс (наст. фам. Марк Филиппович Собельман), С. Тимофеев, В. Тоболяков, Г. Травин, К. Федин, Ю. Фидлер, А. Флит, А. Флорин (А. Рабинович), Д. Цензор, В. Черний (Н. Бренев) и др.
Художники: Б. Антоновский, Л. Бродаты, Н. Лекаренко, Б. Малаховский, Н. Радлов, К. Рудакова, Ф. Тихомиров, Б. Шемиот, Г. Эфрос, А. Юнгер, М. Яльцев и др.
Последний номер журнала вышел 23 сентября 1930 года.